# Simplexrem
Een simplexrem is een trommelrem met twee remsegmenten en één bedieningspunt.
Daardoor remt één remsegment (het oplopende) beter dan het andere (lossende). Bij twee bedieningspunten zijn beide segmenten oplopend (duplexrem). Het voordeel van een simplexrem bij auto's is dat zowel bij het vooruit- als bij het achteruitrijden er altijd een oplopend remsegment is, waardoor in beide gevallen een goede vertraging optreedt.